# IC 4137
IC 4137 ist eine Spiralgalaxie vom Hubble-Typ S im Sternbild Coma Berenices am Nordsternhimmel. Sie ist schätzungsweise 819 Millionen Lichtjahre von der Milchstraße entfernt.
Das Objekt wurde am 27. Januar 1904 von Max Wolf entdeckt.